# Спомен-биста Ђури Даничићу у Београду
Спомен-биста Ђури Даничићу је споменик у Београду. Налази се на Калемегдану у општини Стари град.

## Опште карактеристике
Спомен-биста рад је српског вајара и сликара Петра Убавкића из 1891. године. Посвећена је Ђури Даничићу Нови Сад, 4. април 1825 — Загреб, 17. новембар 1882), српском филологу, браниоцу Вукових погледа и велики поштовалац његовог рада, један од најзначајнијих радника на проучавању српског и хрватског језика.